# Power Macintosh 6200
Le Power Macintosh 6200 était un Power Macintosh 5200 LC dans un boîtier compact de Quadra 630. Il ne fut commercialisé qu'en Asie et en Europe, mais ses versions pour le grand public, les Performa de la série 6200 (Performa 6200, 6205, 6210, 6214, 6216, 6218, 6220 et 6230) furent vendues dans le monde entier.
Malgré l'utilisation d'un processeur PowerPC 603 cadencé à 75 MHz, plus récent et plus rapide que le PowerPC 601 du Power Macintosh 6100/66, les performances de ces deux machines restaient équivalentes. La principale raison était que la carte mère du 6200 était basée sur celle vieillissante du Quadra 605 (à base de processeur 68040), afin de réduire les coûts.
Le Performa 6200 fut lancé début mai 1995, et le Power Macintosh 6200 un mois plus tard. Les autres modèles de Performa sortirent en juillet 1995. Toutes les versions furent retirées du catalogue Apple en avril ou mai 1996.

## Caractéristiques

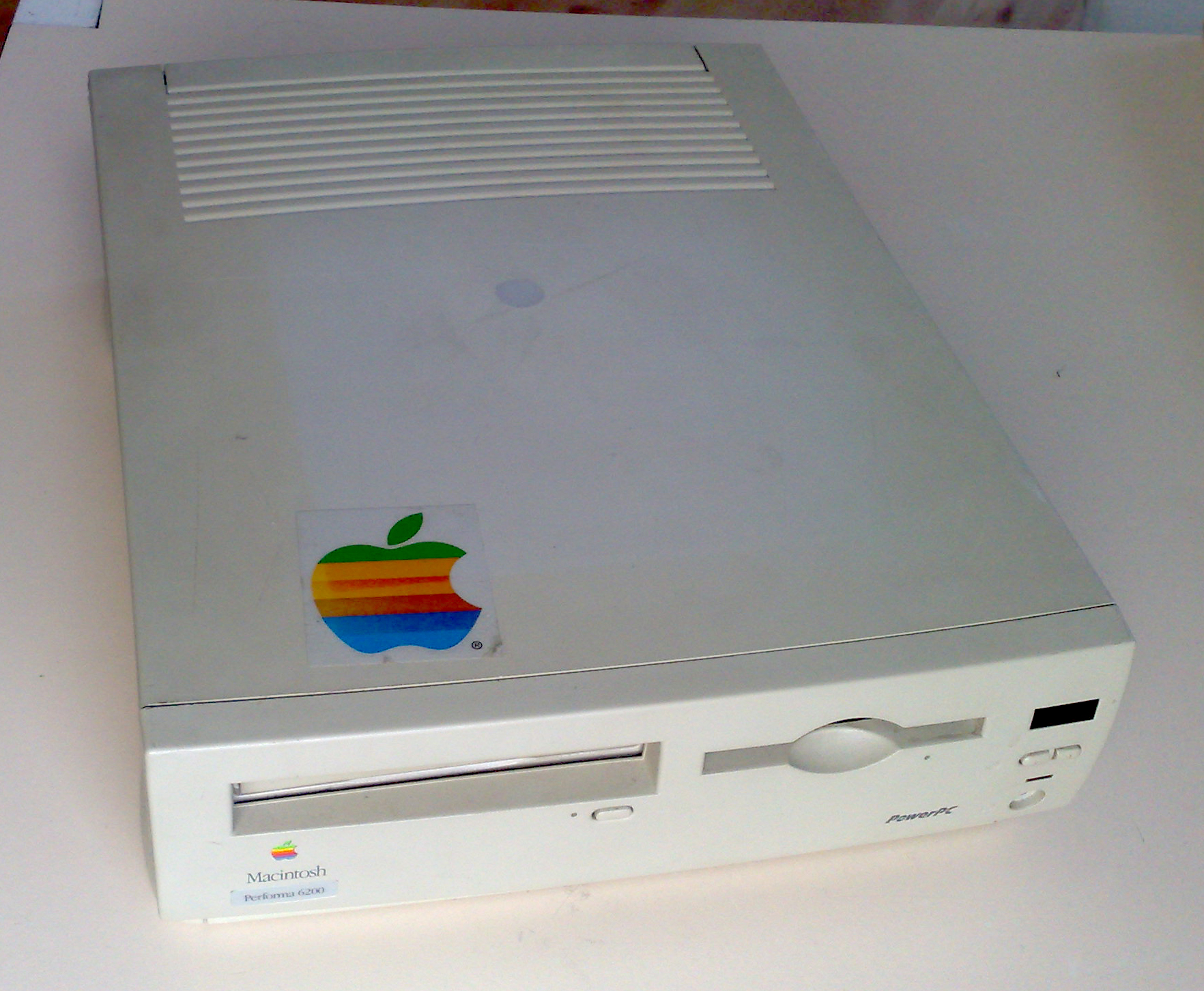

- processeur : PowerPC 603 32 bit cadencé à 75 MHz
- bus système 64 bit à 37,5 MHz
- mémoire morte : 4 Mio
- mémoire vive : 8 Mio (16 Mio sur certains modèles de Performa), extensible à 64 Mio
- mémoire cache de niveau 1 : 16 Kio
- mémoire cache de niveau 2 : 256 Kio
- disque dur IDE de 500 Mo (1 Go pour les modèles Performa)
- lecteur de disquette 1,44 Mo 3,5"
- lecteur CD-ROM 4x
- mémoire vidéo : 1 Mio de DRAM (mémoire vive dédiée)
- résolutions supportées :
  - 640 × 480 en 16 bit (milliers de couleur)
  - 800 × 600 en 8 bit (256 couleurs)
  - 832 × 624 en 8 bit (256 couleurs)
- slots d'extension :
  - 1 slot d'extension LC PDS
  - 1 slot comm
  - 1 slot entrée/sortie vidéo ou tuner TV
  - 2 connecteurs mémoire de type SIMM 72 broches (vitesse minimale : 80 ns)
- connectique :
  - 1 port SCSI (DB-25)
  - 2 ports série Din-8
  - 1 port ADB
  - 1 port Ethernet 10/100 Base T (Power Macintosh 6200 uniquement)
  - sortie vidéo DB-15
  - sortie audio : stéréo 16 bit
  - entrée audio : mono 16 bit
- haut-parleur mono intégré
- microphone
- dimensions : 10,9 × 32,0 × 41,9 cm
- poids : 8,6 kg
- alimentation : 150 W pour le Power Macintosh 6200, 55 W pour les Performa
- systèmes supportés : Système 7.5.1 à Mac OS 9.1